# باباجان پالیزی
 باباجان،روستایی در استان کرمانشاه،شهرستان کرمانشاه،بخش مرکزی و در دهستان بالادربند است.
این روستا در ۸کیلومتری جاده سراب نیلوفر واقع شده‌است.  

## جمعیت
این روستا در دهستان بالادربند قرار دارد و براساس سرشماری مرکز آمار ایران در سال ۱۳۸۵، جمعیت آن ۴۴۶ نفر (۱۰۳خانوار) بوده‌است.